# Скэлис, Стивен
Сти́вен Джо́зеф Скэ́лис /skəˈliːs/ (англ. Stephen Joseph Scalise; род. 6 октября 1965, Новый Орлеан) — американский политический и государственный деятель, член Республиканской партии, лидер большинства в палате представителей (с 2023).

## Биография
Окончил среднюю школу имени архиепископа Джозефа Раммела и получил степень бакалавра наук в университете штата Луизиана. Инженер-программист по образованию, работал в менеджменте технологической компании.
В университете был дважды избран президентом студенческого самоуправления. С 1996 по 2008 год являлся членом законодательных органов штата — Палаты представителей и Сената.
В Сенате Луизианы возглавлял Комитет промышленно-трудовых связей. В числе его основных достижений этого периода называют успешное продвижение законопроекта о налоговых льготах для киноиндустрии, которые сделали Луизиану одним из центров этого бизнеса в США (в 2007 году кинокомпании заработали в штате 700 млн долларов и создали 6 тыс. рабочих мест). Кроме того, активно участвовал в реформировании законов штата об этике поведения и о целевом бюджетном финансировании, а также в законодательном обеспечении реконструкции системы дамб в Новом Орлеане после катастрофических событий, связанных с ураганом Катрина. Добивался снижения налогов для рабочих семей и бизнеса, активно выступал в защиту права на владение огнестрельным оружием. Является автором успешно проведённой поправки к Конституции Луизианы о запрете однополых браков.
3 мая 2008 года на дополнительных выборах, организованных в связи с вступлением Бобби Джиндла в должность губернатора Луизианы, Скэлис избран в Палату представителей США, победив демократку Гилду Рид, и 7 мая вступил в должность. В ноябре того же года переизбран на очередных выборах в Конгресс на свой первый полный двухлетний срок полномочий.
В августе 2014 года стал парламентским организатором республиканцев в Палате представителей.
14 июня 2017 года во время тренировки бейсбольной команды Конгресса США в Алегзандрии (Виргиния) Скэлис и пять других человек были ранены в результате стрельбы, открытой 66-летним Джеймсом Ходжкинсоном (James Hodgkinson). Преступник был убит на месте стрельбы.
По сведениям официальных представителей вашингтонского медицинского центра MedStar, пуля попала Скэлису в левое бедро, раздробила кости таза и повредила внутренние органы. По состоянию на 15 июня, раненый перенёс две хирургические операции, его состояние критическое, но улучшается. 26 июля он был выписан из больницы и 28 сентября вернулся в Палату представителей.
3 января 2023 года, ввиду выдвижения республиканцами кандидатуры лидера своей фракции Кевина Маккарти на пост спикера палаты, Скэлис, долгое время являвшийся в качестве парламентского организатора республиканцев его заместителем, стал лидером большинства в Палате представителей.

## Личная жизнь
В 2005 году Скэлис женился на Дженнифер Летуль (Jennifer Letulle), у них есть двое детей: Мэдисон и Харрисон.